# イヴ・ファンデルヘーゲ
イヴ・ファンデルヘーゲ（Yves Vanderhaeghe、1970年1月30日 - ）は、ベルギーの元サッカー選手。元ベルギー代表。ポジションはミッドフィールダー。

## 来歴
1999年にベルギー代表デビュー。自国開催のUEFA EURO 2000ではグループステージ2試合に出場した。2002 FIFAワールドカップでは全4試合に出場し、ベスト16となった。2005年までに48試合に出場、2得点をあげた。

## 代表歴

### 出場大会
- ベルギー代表
  - 2002 FIFAワールドカップ

### 試合数
- 国際Aマッチ 48試合 2得点（1999年-2005年）[1]

| ベルギー代表 | 国際Aマッチ | 国際Aマッチ |
| 年           | 出場        | 得点        |
| ------------ | ----------- | ----------- |
| 1999         | 8           | 0           |
| 2000         | 10          | 0           |
| 2001         | 7           | 2           |
| 2002         | 13          | 0           |
| 2003         | 1           | 0           |
| 2004         | 0           | 0           |
| 2005         | 9           | 0           |
| 通算         | 48          | 2           |